# 2008年北京オリンピックの自転車競技・MTB女子クロスカントリー
2008年北京オリンピックの自転車競技・MTB女子クロスカントリー（2008ねんペキンオリンピックのじてんしゃきょうぎ・MTBじょしクロスカントリー、MTB Women's cross-country at the Games of the XXIX Olympiad）は、2008年8月23日、老山マウンテンバイクコースで行われた。

## 結果
| 順位 | 選手名                                     | 時間          |
| ---- | ------------------------------------------ | ------------- |
|      | ザビーネ・シュピッツ (GER)                 | 1時間45分11秒 |
|      | マヤ・ヴウォシュチョヴスカ (POL)           | 1時間45分52秒 |
|      | イリナ・カレンティエヴァ (RUS)             | 1時間46分28秒 |
| 4    | キャサリン・ペンドレル (CAN)               | 1時間46分37秒 |
| 5    | 任成遠 (CHN)                               | 1時間47分40秒 |
| 6    | ペトラ・ヘンツィ (SUI)                     | 1時間48分41秒 |
| 7    | メアリー・マコンラウグ (USA)               | 1時間50分34秒 |
| 8    | ジョージア・グールド (USA)                 | 1時間50分51秒 |
| 9    | ロザーラ・ジョセフ (NZL)                   | 1時間51分07秒 |
| 10   | アレクサンドラ・ダヴィドヴィチュ (POL)     | 1時間51分21秒 |
| 11   | エリザーベト・オズル (AUT)                 | 1時間51分39秒 |
| 12   | 劉穎 (CHN)                                 | 1時間52分01秒 |
| 13   | レネ・ビュベルグ (NOR)                     | 1時間53分19秒 |
| 14   | エルスベト・ファン・ローイ＝フィンク (NED) | 1時間53分30秒 |
| 15   | ナタリー・シュナイター (SUI)               | 1時間53分42秒 |
| 16   | エヴァ・レヒナー (ITA)                     | 1時間58分22秒 |
| 17   | ローランス・ルブシェ (FRA)                 | 2時間00分55秒 |
| 18   | アデルハイト・モーラト (GER)               | 2時間02分25秒 |

### 周回遅れ
- 片山梨絵 (JPN) (1周遅れ)
- ブラザ・クレメンチチュ (SLO) (1周遅れ)
- ジャクリン・ムラン (BRA) (1周遅れ)
- ヨランド・スピーディ (RSA) (2周遅れ)
- ヴェラ・アンドレーヴァ (RUS) (2周遅れ)
- ヤンカ・ステヴコヴァ (SVK) (2周遅れ)
- デリス・スター (AUS) (2周遅れ)
- フランシスカ・カンポス (CHI) (2周遅れ)

### 途中棄権
- テレザ・フジーコヴァー (CZE)
- マリー＝エレーヌ・プレモン (CAN)
- マルガリータ・フリャナ (ESP)
- グン＝リタ・ダーレ・フレショ (NOR)